# Инцидент с Boeing 767 в Кливленде
Инцидент с Boeing 767 в Кливленде — авиационный инцидент, произошедший 11 сентября 2001 года. Самолёт Boeing 767-332ER авиакомпании Delta Air Lines выполнял плановый внутренний рейс DL1989 по маршруту Бостон — Лос-Анджелес, когда вдруг был заподозрен Федеральным управлением гражданской авиации в угоне и участии в терактах 11 сентября. Самолёт совершил вынужденную посадку в Международном аэропорту Кливленда, после чего было обнаружено, что предположения об угоне оказались ошибочными.

## Хронология событий
Утром 11 сентября рейс 1989 вылетел из Международного аэропорта Логан в Бостоне и взял курс на Лос-Анджелес. Когда рейсы AAL11 и UAL175 были захвачены и врезались в Северную и Южную башню ВТЦ соответственно, диспетчер передал предупреждение всем самолётам остерегаться угона и усилить безопасность кабины пилотов. Также диспетчеры подозревали, что рейс 1989 мог быть захвачен. Были рассмотрены следующие подозрения:
1. Delta Air Lines была американским авиаперевозчиком, как и остальные угнанные самолёты;
2. Рейс 1989 выполнялся самолётом Boeing 767, как и рейсы AAL11 и UAL175;
3. Самолёт выполнял рейс по направлению Бостон—Лос-Анджелес, по аналогичному маршруту выполняли свои рейсы AAL11 и UAL175.

Также авиадиспетчеры в Бостоне не имели радиосвязи с самолётом, поскольку самолёт контактировал с Кливлендским центром управления воздушным движением.
Федеральное управление гражданской авиации предполагало, что рейс 1989 был захвачен, и приказало Кливлендским авиадиспетчерам пристально следить за ним. Вскоре диспетчер услышал слова «Убирайтесь отсюда» и «У нас на борту бомба». Он предположил, что это сообщение исходило от рейса 1989, хотя на самом деле передача исходила от захваченного рейса UAL93, который находился в той же зоне сигнала, что и данный самолёт.
В 09:42 (EST) всем самолётам[уточнить] было приказано приземлиться в ближайшем аэропорту. Несмотря на то, что рейс DL1989 не отключал свой транспондер, не отклонялся от курса и не выполнял другие подозрительные действия, в небо были подняты истребители с целью перехвата самолёта.
В 09:47 самолёт совершил успешную посадку в аэропорту Кливленда. Аэропорт был эвакуирован ФБР и группой спецназа. Самолёт был оцеплен два часа, хотя все пассажиры были освобождены.
Вскоре было обнаружено, что подозрения оказались ошибочными. Это было второе ошибочное предположение в событиях 11 сентября, в первом случае сообщалось, что рейс AAL11 направляется на юг, когда он уже врезался в Северную Башню ВТЦ.